# Бугариево
Бугарѝево или Бугариово (на гръцки: Νέα Μεσημβρία, Неа Месимврия, до 1926 година Μπουγαρίοβο/ν, Μπουλγκαρίεβο, Бугариово/н, Булгариево, до 1953 година Καραβίας, Каравиас) е село в Гърция, в дем Илиджиево (Халкидона), област Централна Македония с 3048 жители (2011).

## География
Селото е разположено в Солунското поле на 24 километра северозападно от Солун и на 5 километра северно от демовия център Каваклиево (Агиос Атанасиос).

## История

### В Османската империя
В XIX век селото принадлежи на муката на пазачите на ливади и жителите му се занимават с отглеждане и развъждане на коне, крави и камили.
В „Етнография на вилаетите Адрианопол, Монастир и Салоника“, издадена в Константинопол в 1878 година и отразяваща статистиката на населението от 1873, Булгариево (Bulgarievo) е посочено като село с 43 домакинства и 178 жители българи.
В 1900 година според Васил Кънчов („Македония. Етнография и статистика“) в Бугариово живеят 590 българи християни. Всички жители на селото са под върховенството на Българската екзархия. По данни на секретаря на екзархията Димитър Мишев („La Macédoine et sa Population Chrétienne“) в 1905 година в селото има 720 жители българи екзархисти. В селото функционира българско училище с учител Олга Михайлова от Солун.
Според преброяването от 1905 година в семото има 355 жители, всичките българи екзархисти.
При избухването на Балканската война в 1912 година пет души от Бугариево са доброволци в Македоно-одринското опълчение.

### В Гърция
След Междусъюзническата война в 1913 година селото остава в Гърция. Местните жители са подложени на репресии от страна на гръцките власти, което принуждава голяма част от тях да се изселят в България, първоначално в Западна Тракия. В 1915 година в селото са заселени 80-90 семейства гърци бежанци от Тракия. В 1920 година са настанени бежанци от Понт и Кавказ.
През лятото на 1925 година италианският кораб „Габриела“ докарва в Гърция 340 семейства от Несебър, 288 от които през март 1926 година се установяват в Бугариево. В 1926 година името на селото е сменено на Каравия на името на андартския капитан Йоанис Каравитис. В 1928 година Бугариево е представено като смесено местно-бежанско село с 356 бежански семейства и 1293 жители бежанци. В 1953 година селото отново е прекръстено, този път на Неа Месимврия, в превод Нов Несебър. Селото е известно с вино и ципурото си.
В 2001 година селото има 2343 жители, а в 2011 година - 3048.
| Име      | Име       | Ново име | Ново име | Описание                    |
| -------- | --------- | -------- | -------- | --------------------------- |
| Еман     | Έμάν      | Рема     | Ρέμα     | река на И от Бугариево      |
| Горница  | Γκορνίτσα | Плая     | Πλαγιά   | местност на СЗ от Бугариево |
| Каргалек | Καργαλέκ  | Рематаки | Ρεματάκι | река на И от Бугариево      |

## „Свети Атанасий“
Основна забележителност на Бугариево е църквата „Свети Атанасий“, построена според местни легенди на мястото на манастир, основан от монахинята Пелагия в XVII век и горял три пъти. В сегашния си вид църквата е построена в 1858 година и представлява трикорабна поствизантийска базилика. В миналото на патронния празник 2 май в църквата се е правил курбан. Църквата е изписана от Константинос Ламбу от Кулакия. Църквата е обявена за защитен обект от гръцкото министерство на културата.

## Личности
Родени в Бугариево
- Александър Димитров (1909 – 1944), български политик, комунист
- Ангел Стойков Платнаров (1864 – след 1943), български революционер
- Атанас Ч. Иванов (1886 – ?), македоно-одрински опълченец, нестроева рота на Петнадесета щипска дружина[18]
- Божин Танчев (1879 – ?), български учител и революционер, македоно-одрински опълченец
- Борис Стойков Атанасов – Мирчо (1909 – 1944), български партизанин[19]
- Васил Георгиев (1888 – ?), македоно-одрински опълченец, Трета рота на Пета одринска дружина, ранен, носител на орден „За храброст“ IV степен[20]
- Георги Христов Чуперков (10 декември 1882 – ?), в 1905 година завършва с двадесетия випуск Солунската българска мъжка гимназия,[21] македоно-одрински опълченец, Четвърта и нестроева рота на Пета одринска дружина,[22] преподава в различни села във Видинско – Александрово, Бела
- Димитър Попстаматов (1880 – 1904), български просветен и революционен деец, войвода на ВМОРО, син на Стамат Танчев
- Димитър Трайков Пишмишев – Бако, Пижо (р. 7. X. 1907 г.), учи в Бугариево, емигрант в Пловдив, тютюноработник, член на БКП, през 1942 г. изпратен в концлагер, освободен през 1944 г., на 25 август се присъединява към бригадата „Георги Димитров“, в дружина „Лиляна Димитрова“, след Деветосептемврийския преврат работи в Народната милиция[23]
- Илия Бугарийски, деец на ВМОРО[24]
- Михаил Попстаматов, български военен, офицер и революционер, деец на ВМОРО в Солунско, син на Стамат Танчев
- Пелагия, монахиня в манастира „Свети Атанасий“ край селото, през 1870 година въвежда обучение на български език[25]
- Петра Попстаматова, българска просветна и революционна деятелка, член на ВМОРО, дъщеря на Стамат Танчев
- Петър Димитров (1888 – ?), македоно-одрински опълченец, Солунски доброволчески отряд[26]
- Солунка Илчева (1911 – 1984), българска комунистическа деятелка
- Стамат Танчев (1857 – 1904), български революционер

Починали в Бугариево
- Димитър Гонов Стамов (? – 1902), български учител и революционер, четник на ВМОРО, загинал на 20 юли 1902 година в Бугариево[27]